# Schiltacher Silvesterzug

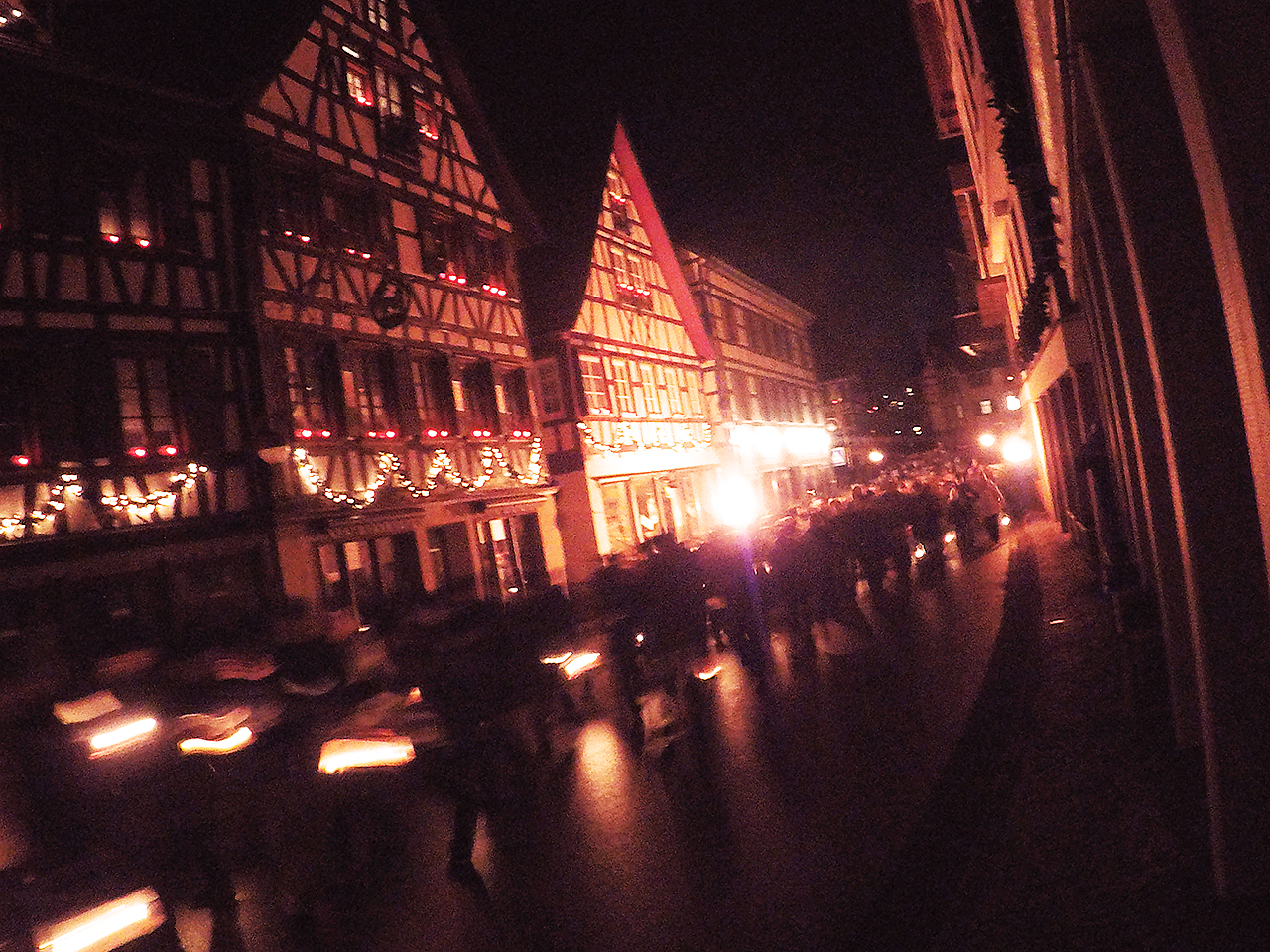
Der Silvesterzug im sog. Vorstädtle

Der Schiltacher Silvesterzug in Schiltach im Schwarzwald, Baden-Württemberg ist ein historischer Brauch kirchlichen Ursprungs, der bis heute jedes Jahr am Silvesterabend in der Stadt stattfindet. Es handelt sich dabei um eine Art von Prozession. Der Silvesterzug ist in dieser Art jedoch einzigartig und ein wichtiges kulturelles Erbe der Stadt und auch der Region.

## Geschichte

### Ursprünge
Der tatsächliche Ursprung lässt sich bislang nicht eindeutig rekonstruieren. Die Entstehung des Silvesterzuges sieht der Heimatforscher Julius Hauth nicht vor 1811 und begründet dies damit, dass die Lieder, die am Silvesterzug gesungen werden, eindeutig pietistischen Ursprungs sind.
So Julius Hauth:

„Der Grundgedanke des Silvesterzuges ist das Singen religiöser Lieder am letzten Tag des Jahres als Dank an Gott. Dieses Silvestersingen kann nur im Zusammenhang mit der Entwicklung des Neujahrstages zum Neujahrsfeiertag gesehen werden. Die christliche Kirche kannte keinen kirchlichen Neujahrsfeiertag und lehnte den Wunsch des Kirchenvolkes nach einem solchen ab. Erst nach der Reformation kam der Wunsch zum Durchbruch. Um 1800 war der Neujahrstag in der evangelischen Kirche als kirchlicher Neujahrsfeiertag mit entsprechendem Gesang, entsprechender Liturgie und Predigt anerkannt. Nun war auch schon, besonders in pietistischen Kreisen, das Verlangen nach einem ebenso würdigen Abschluss des alten Jahres aufgekommen.“

Ein 2010 im Stadtarchiv gefundenes Dokument aus dem Jahr 1853 spricht dagegen schon damals von einer „alten Sitte“ und lässt daher darauf schließen, dass der Ursprung der feierlichen Prozession wohl mindestens im 18. Jahrhundert zu suchen ist. Da es um diese Zeit in Schiltach am meisten Pietisten gab und drei Lieder in dem kleinen Liederbuch zum Silvesterzug pietistischen Ursprungs sind, wird heute angenommen, dass der Silvesterzug von Pietisten ins Leben gerufen wurde. Man wollte einen ehrwürdigen Abschluss für das alte Jahr finden und Gott dafür danken. Dieser Wunsch muss im Zusammenhang mit der Entwicklung des Neujahrstages zum Neujahrsfeiertag gesehen werden. Man traf sich ursprünglich, am heute nicht mehr bestehenden, oberen Tor und zog singend mit dem Lied Nun danket alle Gott bis zum Pfarrhaus.

### Weitere Entwicklung
Bereits 1869 wurde eine Ordnung für den Silvesterzug vom Kirchengemeinderat beschlossen. Der damalige Hauptlehrer J. Höflin, der die Lieder aufgeschrieben und die Melodien komponiert hat, setzte sich in einem Brief für den Erhalt und die Ordnung im Silvesterzug ein. Er findet bis heute, nach althergebrachter Tradition, an einem jeden Silvesterabend statt. Die Schiltacher haben den Silvesterzug als ihren ureigenen religiösen Brauch, den Altjahrsabend zu feiern, beibehalten.
Der Silvesterzug ist aber auch heute keine reine Attraktion im üblichen Sinne, sondern ist ein in der Gemeinde tief verwurzeltes, gelebtes historisch-kulturelles Ereignis. Er darf keinesfalls etwa mit Fasnachtsumzügen oder gar anderen Silvesterbräuchen jüngeren Datums verwechselt werden. Wenn auch der kirchlich-historische Hintergrund ein wenig verblasst, ist der Silvesterzug auch heute noch vor diesem Hintergrund, als ein Dank der Gemeinde an Gott für das zu Ende gehende Jahr zu sehen.

## Lieder des Silvesterzugs
- Nun danket alle Gott
- Ehre sei jetzt und in Freuden gesungen
- Ihr Kinder des Höchsten
- Freut euch ihr Hirten[6]

## Ablauf und Regeln des Zuges

### Ablauf

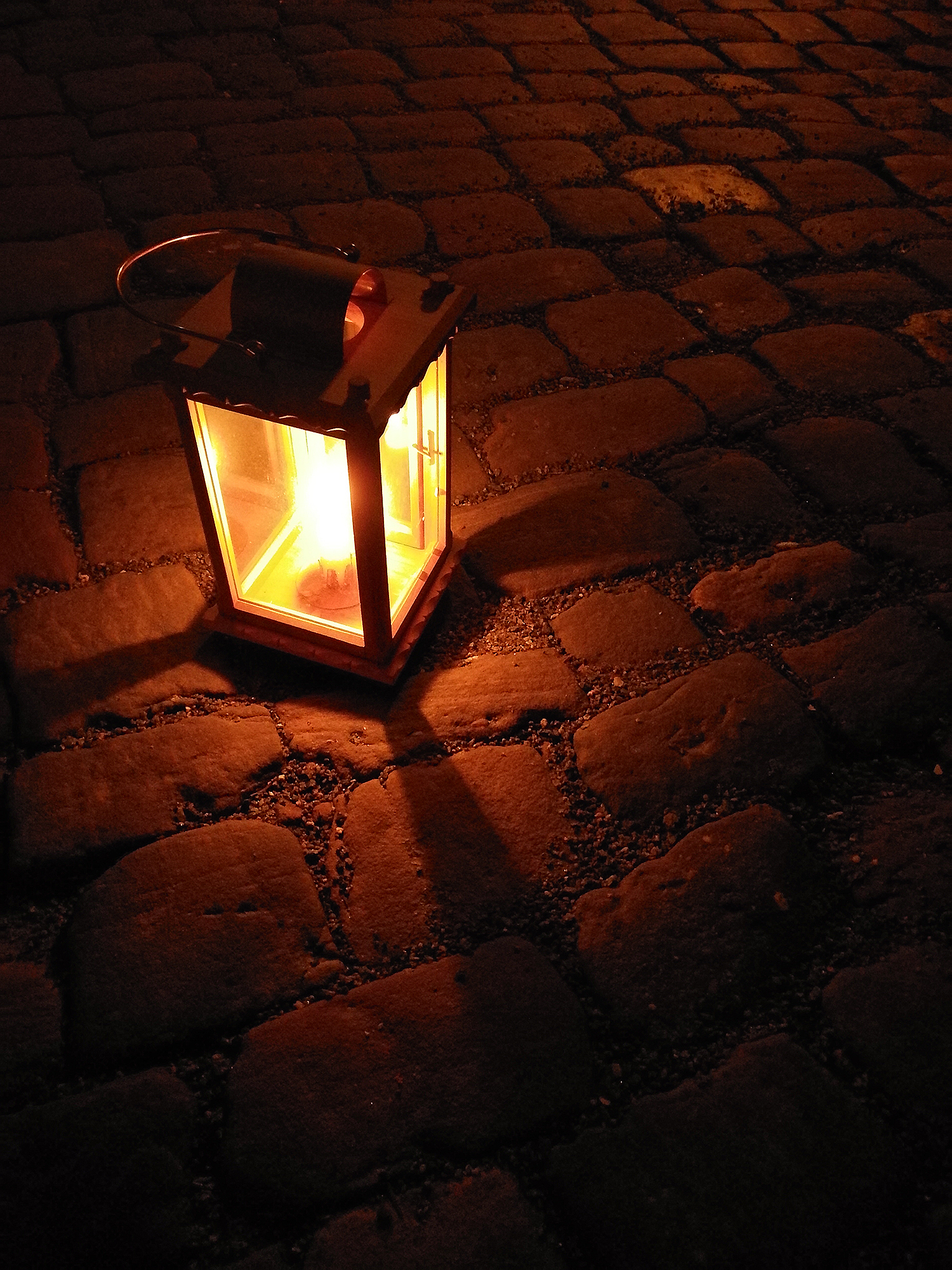
Klassische Laterne wie sie beim Zug Verwendung findet

Um 20:15 Uhr begeben sich die Teilnehmer zum Marktplatz. Die große Glocke der Stadtkirche beginnt um 20:30 Uhr zu läuten und der Silvesterzug formiert sich.

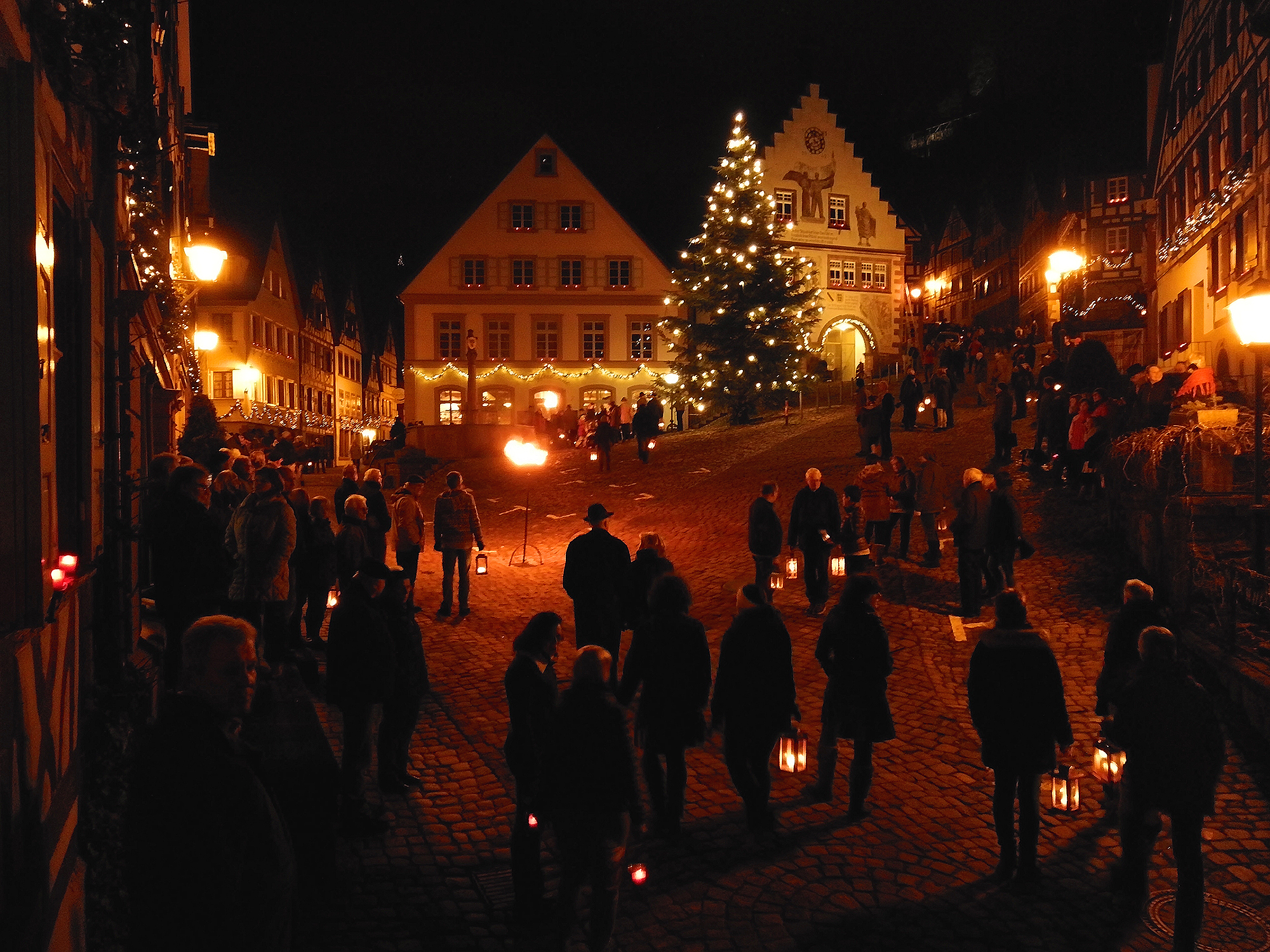
Versammlung der Teilnehmer vor Beginn des Zugs am Marktplatz

Das erste Lied wird angestimmt. Alle Teilnehmer sollen mitsingen. Der Silvesterzug zieht vom historischen Marktplatz singend durchs sogenannte „Vorstädtle“ über die Stadtbrücke zur ev. Kirche bis zum Pfarrhaus. Der vordere Teil des Zuges stellt sich bei Ankunft am Pfarrhaus vor dem Pfarramt auf. Der evangelische Pfarrer der Gemeinde hält eine Predigt vom Pfarrhausfenster und erteilt den Anwesenden und der Gemeinde den Segen. Der Zug zieht anschließend in umgekehrter Richtung zurück auf den Marktplatz. Dort reflektiert der Bürgermeister in einer Ansprache das vergangene Jahr und der Gemeinderatsvorsitzende hält eine kurze Rede zur Arbeit in der Stadt. Zum Abschluss stimmen die Stadtkapelle und der Männergesangverein feierliche Weisen wie „Stille Nacht“ an, bevor die Teilnehmer mit dem Wunsche „Guter Rutsch“ auseinandergehen und ins neue Jahr feiern.
Die Teilnehmer tragen während des Zugs ausschließlich alte Holzlaternen. Es ist weiterhin Brauch, in den Häusern an der Strecke und in der historischen Altstadt die elektrische Beleuchtung auszuschalten und nur den Christbaum am Fenster sichtbar oder mit Kerzen zu beleuchten. Die gesamte Zugstrecke wird ansonsten nur mit Pechfackeln beleuchtet. So entsteht zusammen mit dem fachwerkgesäumten Bild der mittelalterlichen Altstadt ein einzigartiges Flair, welches jedes Jahr auch viele Besucher anlockt. Die Männer, die im ablaufenden Jahr geheiratet haben, werden traditionell von der Stadt zum Ordnungsdienst eingeteilt und wachen über die Pechfackeln und Einhaltung der Regeln und der Ordnung.